# Poitiers
Poitiers ([poatjé -êja], francosko: [pwatje]; Poitevin: Poetàe) je mesto ob reki Clain v zahodni osrednji Franciji. Je občina in glavno mesto departmaja Vienne ter zgodovinsko središče province Poitou. Leta 2017 je imel 88.291 prebivalcev. Širša aglomeracija je imela leta 2016 130.853 prebivalcev in je središče urbanega območja 261.795 prebivalci.
Z več kot 29.000 študenti je Poitiers pomembno univerzitetno mesto od ustanovitve svoje univerze leta 1431, med drugim je gostil Renéja Descartesa, Joachima du Bellaya in Françoisa Rabelaisa. Mesto umetnosti in zgodovine, še vedno znano kot Ville aux cent clochers, ima slikovito središče mesta, njegove ulice vključujejo pretežno zgodovinsko arhitekturo in lesene hiše, zlasti versko arhitekturo, večinoma iz obdobja romanike; predvsem s krstilnica sv. Janeza (4. stoletje), hipogej sipin (7. stoletje), cerkev Notre-Dame-la-Grande (12. stoletje), cerkev Saint-Porchaire (12. stoletje) ali stolnica sv. Petra (konec 12. st.) kot tudi sodna palača (12. st.), nekdanja palača grofov Poitoujskih, akvitanskih vojvod, kjer je imela svoj dvor francosko-angleška kraljica Eleonora Akvitanska.
Ime mesta je povezano z dvema velikima bitkama, ki sta potekali na tem območju. Prva, leta 732, znana tudi kot bitka pri Toursu (da bi se izognili zamenjavi z drugo), je videla Franke, ki jim je poveljeval Karel Martel, premagati ekspedicijsko vojsko Omajadskega kalifata. Druga, leta 1356, je bila ena ključnih bitk stoletne vojne. Videl je poraz večje francoske kraljeve vojske s strani Angležev in ujetje Janeza II. s strani zmagovitega princa Walesa.
Aglomeracija Poitiers, ki leži na pol poti med Parizom in Bordeauxom, je dom tehnopparka Futuroscope, ki temelji na multimediji, kinematografskem futuroskopu in avdio-vizualnih tehnikah, zasebna podjetja nacionalnega obsega ter vodilne evropske raziskovalne laboratorije. Z 2 milijonoma obiskovalcev letno je Futuroscope vodilno turistično mesto v Novi Akvitaniji in tretji najbolj priljubljen zabaviščni park v Franciji za pariškim Disneylandom in Puy du Fou.

## Geografija
Mesto Poitiers ima strateško lego na Seuil du Poitou, plitvi vrzeli med Armoriškim masivom in Centralnim masivom. Seuil du Poitou povezuje Akvitansko kotlino na jugu s Pariško kotlino na severu. To območje je pomembno geografsko stičišče Francije in zahodne Evrope.
Glavni del Poitiersa leži na velikem rtu med dolinama rek Boivre in Clain. Staro mesto zavzema pobočja in vrh planote, ki se dviga 40 m nad potoki, ki ga obdajajo, in zato ima koristi od zelo močne taktične situacije. To je bil še posebej pomemben dejavnik pred in v celotnem srednjem veku.
Podnebje na območju Poitiersa je blago z blagimi temperaturnimi amplitudami in zadostnimi padavinami skozi vse leto, čeprav se poleti nagiba k suši. Podtip Köppnove podnebne klasifikacije za to vrsto podnebja je Cfb (podnebje morske zahodne obale/oceansko podnebje).

## Administracija
Poitiers je sedež petih kantonov:
- Poitiers-1 (del občine Poitiers, Biard, Croutelle, Fontaine-le-Comte),
- Poitiers-2 (del občine Poitiers, občina Buxerolles),
- Poitiers-3 (del občine Poitiers),
- Poitiers-4 (del občine Poitiers, občina Mignaloux-Beauvoir),
- Poitiers-5 (del občine Poitiers, občine Ligugé, Saint-Benoît),

Mesto je prav tako sedež okrožja, v katerega so poleg njegovih vključeni še kantoni Lusignan, Mirebeau, Neuville-de-Poitou, Saint-Georges-lès-Baillargeaux, Saint-Julien-l'Ars, Villedieu-du-Clain, Vivonne in Vouillé z 259.699 prebivalci (2016) in površino 2.131,5 km².

## Zgodovina

### Antika
Poitiers je ustanovilo keltsko pleme Piktoni in je bil pred rimskim vplivom znan kot oppidum Lemonum. Ime naj bi izhajalo iz keltske besede za brest Lemo. Po prevladi rimskega vpliva je mesto postalo znano kot Pictavium ali kasneje Pictavis po prvotnih prebivalcih Piktonih.
V Poitiersu je bogata zgodovina arheoloških najdb iz rimskega obdobja. Pravzaprav so do leta 1857 v Poitiersu odkrili ruševine ogromnega rimskega amfiteatra, ki je bil večji od amfiteatra v Nîmesu. Leta 1877 so odkrili ostanke rimskih term, zgrajenih v 1. stoletju in porušenih v 3. stoletju.
Leta 1879 so na vzpetini jugovzhodno od mesta odkrili grobišče in grobnice številnih krščanskih mučencev. Imena nekaterih kristjanov so bila ohranjena na slikah in napisih. Nedaleč od teh grobnic je ogromen dolmen (Pierre Levée), ki je dolg 6,7 metra, širok 4,9 metra in visok 2,1 metra, okoli katerega je nekoč potekal velik sejem [[sveti Luka|sv. Luke.
Rimljani so zgradili tudi vsaj tri akvadukte. Ta obsežen sklop rimskih zgradb nakazuje, da je bil Poitiers mesto izjemnega pomena, morda celo glavno mesto rimske province Akvitanske Galije v 2. stoletju.
Ko je bilo krščanstvo v 3. in 4. stoletju uradno uveljavljeno in postopoma uvedeno po Rimskem cesarstvu, je prvi škof Poitiersa od leta 350 do 367, Hilarij iz Poitiersa ali sveti Hilarij, nadaljeval z evangelizacijo mesta. Ker ga je izgnal Konstancij II., je tvegal smrt, da bi se kot škof vrnil v Poitiers. Prve temelje krstilnice (Baptistère Saint-Jean) segajo v obdobje odprte krščanske evangelizacije. Papež Pij IX. ga je imenoval za doktorja Cerkve.
V 4. stoletju so okoli mesta zgradili debelo obzidje, široko 6 m in visoko 10 m. Dolgo je bilo 2,5 km in je stalo nižje na naravno branjeni vzhodni strani in na vrhu rta. Približno v tem času je mesto postalo znano kot Poitiers.
Petdeset let pozneje je Poitiers padel v roke arijskih Vizigotov in postal ena glavnih rezidenc njihovih kraljev. Vizigotskega kralja Alarika II. je leta 507 pri Vouilléju, nedaleč od Poitiersa, porazil Klodvik I. in mesto je tako prišlo pod frankovsko oblast.

### Srednji vek
Večji del zgodnjega srednjega veka je mesto Poitiers izkoriščalo svoje obrambno taktično mesto in lokacijo, ki je bila daleč od središča frankovske moči. Kot sedež évêché (škofije) od 4. stoletja je bilo mesto pomembno središče in glavno mesto okrožja Poitou. Na vrhuncu svoje moči so grofje Poitiers vladali veliki domeni, vključno z Novo Akvitanijo in Poitoujem.
Mesto je bilo pogosto imenovano Poictiers, ime, ki so ga spominjali na vojaških ladjah kraljeve mornarice po bitki pri Poitiersu.
Prvo odločilno zmago zahodnoevropske krščanske vojske nad muslimansko silo, bitko pri Toursu, so možje Karla Martela izbojevali v bližini Poitiersa 10. oktobra 732. Za mnoge zgodovinarje je bil to eden ključnih svetovnih trenutkov.
Eleonora Akvitanska je pogosto bivala v mestu, ki ga je polepšala in utrdila ter mu leta 1199 zaupala komunalne pravice. Leta 1152 se je v [[Stolnica v Poitiersu|stolnici v Poitiersu poročila z bodočim angleškim kraljem Henrikom II.
Med stoletno vojno je 19. septembra 1356 blizu mesta Poitiers potekala bitka pri Poitiersu, angleška zmaga. Kasneje med vojno leta 1418 se je kraljevi parlament pod prisilo preselil iz Pariza v Poitiers, kjer je ostal v izgnanstvu, dokler se leta 1436 Plantageneti končno niso umaknili iz prestolnice. V tem obdobju je bil leta 1429 v Poitiersu uradna preiskava Ivane Orleanske.
Univerza v Poitiersu je bila ustanovljena leta 1431. Med reformacijo in po njej je imel Jean Calvin številne spreobrnjence v Poitiersu in mesto je imelo svoj delež v nasilnih postopkih, ki so poudarili verske vojne po vsej Franciji.
Leta 1569 je Poitiers branil Gui de Daillon, grof Lude, pred Gaspardom de Colignyjem, ki se je po neuspešnem bombardiranju in sedmih tednih umaknil iz obleganja, ki ga je postavil na mesto.

### 16. stoletje
Vrsto politične organizacije, ki je obstajala v Poitiersu v poznem srednjem veku ali zgodnjem novem veku, je mogoče zaznati v govoru, ki ga je imel 14. julija 1595 Maurice Roatin, župan mesta. Primerjal jo je z rimsko državo, ki je združevala tri vrste vladavine: monarhijo, aristokracijo in demokracijo. Rekel je, da je rimski konzulat ustrezal županu Poitiersa, rimski senat mestnim peers in échevins, demokratični element v Rimu pa je ustrezal dejstvu, da se o najpomembnejših zadevah »ni mogoče odločiti, razen po nasvetu Mois et Cent« (širši svet). Zdi se, da je bil župan zagovornik mešane ustave; vsi Francozi leta 1595 se ne bi strinjali z njim, vsaj v javnosti; mnogi so govorili za absolutno monarhijo. Demokratični element ni bil tako močan, kot morda nakazujejo županove besede: pravzaprav je bil Poitiers podoben drugim francoskim mestom, Parizu, Nantesu, Marseillu, Limogesu, La Rochelleu, Dijonu, saj je bil mestni upravni organ (corps de ville) »zelo ekskluziven in oligarhiče«: majhno število poklicnih in družinskih skupin je nadzorovalo večino mestnih uradov. V Poitiersu je bilo veliko teh položajev dodeljenih za vse življenje nosilca funkcije.
Mestna vlada v Poitiersu je svoje zahteve po legitimnosti utemeljila na teoriji vlade, kjer so imeli župan in échevins jurisdikcijo nad mestnimi zadevami v fevdu od kralja: to pomeni, da so prisegli zvestobo in mu obljubili podporo, v zameno pa jim je podelil lokalno oblast. To jim je dalo prednost, saj so lahko trdili, da je bil vsak meščan, ki je izpodbijal njihovo oblast, nelojalen do kralja. Vsako leto so župan in 24 échevins prisegli zvestobo »med rokami« kralja ali njegovega predstavnika, običajno generalporočnika ali sénéchaussée. Na primer, leta 1567, ko je bil župan Maixent Poitevin, je prišel na obisk kralj Henrik III., in čeprav so nekateri meščani negodovali nad razuzdanim vedenjem njegovega spremstva, je Henrik zadeve zgladil s toplim govorom, v katerem jim je priznal zvestobo in se jim zahvalil zanjo.
V tem obdobju so bili pred županom Poitiersa naredniki, kamor koli je šel, posvetoval se je s posvetovalnimi telesi, izvrševal njihove odločitve, »slišal civilne in kazenske tožbe na prvi stopnji«, poskušal zagotoviti ustrezno oskrbo s hrano, obiskoval tržnice.
V 16. stoletju je Poitiers navdušil obiskovalce zaradi svoje velikosti in pomembnih značilnosti, vključno s »kraljevimi dvori, univerzo, bogatimi tiskarnami, bogatimi verskimi ustanovami, stolnico, številnimi župnijami, trgi, impresivno domačo arhitekturo, obsežnimi utrdbami in gradom«.
Poitiers iz 16. stoletja je tesno povezan z življenjem Françoisa Rabelaisa in s skupnostjo Bitardov.

### 17. stoletje
V času [[renesansa|renesanse]g je bilo mesto manj živahno. V mestni pokrajini je bilo narejenih nekaj sprememb, razen za postavitev poti za ulico rue de la Tranchée. Zgrajeni so bili mostovi, kjer so prebivalci uporabljali gués. Takrat je bilo zgrajenih nekaj hôtels particulier (velika meščanska hiša), kot so hôtels Jean Baucé, Fumé in Berthelot. Pesnika Joachim du Bellay in Pierre de Ronsard sta se pred odhodom v Pariz srečala na Univerzi v Poitiersu.
V 17. stoletju je veliko ljudi emigriralo iz Poitiersa in Poitouja v francoske naselbine v novem svetu, zato lahko mnogi Akadijci ali Cajunci, ki danes živijo v Severni Ameriki, sledijo prednikom nazaj v to regijo.

### 18. stoletje
V 18. stoletju je bila dejavnost mesta v glavnem odvisna od njegovih upravnih funkcij regionalnega središča: Poitiers je služil kot sedež regionalne uprave kraljevega pravosodja, évêché, samostanov in intendante Généralité du Poitou.
Vicomte de Blossac, intendant Poitouja od 1750 do 1784, je dal urediti francoski vrt v Poitiersu. Dal je tudi zrušiti starodavno obzidje Eleonore Akvitanske in na njegovem mestu zgraditi sodobne bulvarje.

### 19. stoletje
V 19. stoletju so v Poitiersu zgradili številna vojaška oporišča zaradi njegove osrednje in strateške lege. Poitiers je kljub oddaljenosti od francoskih meja postal garnizijsko mesto.
Železniška postaja Poitiers je bila zgrajena v 1850-ih in je povezovala Poitiers s preostalo Francijo.

### 20. stoletje in današnji Poitiers
Poitiers je bil med drugo svetovno vojno bombardiran, zlasti območje okoli železniške postaje, ki je bilo 13. junija 1944 močno prizadeto.
Od poznih 1950-ih do poznih 1960-ih, ko je Charles de Gaulle končal ameriško vojaško prisotnost, sta imeli ameriška vojska in ameriške zračne sile vrsto vojaških objektov v Franciji, vključno z velikim vojaškim logističnim in komunikacijskim vozliščem v Poitiersu, ki je del tako imenovanega komunikacijsko cono (ComZ), sestavljeno iz logističnega sedeža in komunikacijske agencije, ki so v Aboville Caserne, vojaškem kompleksu, ki je na hribu nad mestom. Na stotine diplomantov ("vojaških bratov") ameriške srednje šole Poitiers, šole, ki jo upravlja šolski sistem Ministrstva za obrambo (DODDS), je naredilo uspešne kariere, vključno z nedavnim vrhovnim poveljnikom poveljstva posebnih sil ZDA, Armadnim generalom Bryan (Doug) Brownom. V Casernu je bila tudi popolna podporna skupnost z gledališčem, komisijo, rekreacijskimi objekti in pridruženo radijsko postajo mreže ameriških sil v Evropi s sedežem v Frankfurtu (zdaj Mannheim, Nemčija).
Mesto je imelo koristi od industrijske decentralizacije v 1970-ih, na primer z namestitvijo tovarn Michelin in Compagnie des compteurs Schlumberger v tem desetletju. Projekt tematskega in raziskovalnega parka Futuroscope, zgrajen v letih 1986–1987 v bližnjem Chasseneuil-du-Poitouju po zamisli Renéja Monoryja, je utrdil Poitiers kot turistično destinacijo in kot sodobno univerzitetno središče ter mesto odprl za doba informacijske tehnologije

## Zanimivosti
Poitiers je na seznamu francoskih umetnostno-zgodovinskih mest.
- Romansko-gotska stolnica sv. Petra, (12. stoletje), zgrajena na pobudo Henrika II. in Eleanore Akvitanske s pričetkom v letu 1162, sedež nadškofije v Poitiersu, od 1875 francoski narodni spomenik.
- samostan sv. Križa s cerkvijo sv. Radegunde, ustanovljena 558 za frankovsko kraljico Radegundo, četrto ženo Klotarja I.,
- cerkev Saint-Hilaire le Grand, od 12. stoletja postaja na romarski poti v Santiago de Compostelo, kot del te poti uvrščena na Unescov seznam svetovne kulturne dediščine,
- romanska Cerkev Notre-Dame-la-Grande iz 11. stoletja, najstarejša cerkev romanske arhitekture v Evropi, francoski zgodovinski spomenik od leta 1840,
- opatijska cerkev Saint-Jean de Montierneuf iz 11. stoletja, francoski zgodovinski spomenik od leta 1840.
- Krstilnica sv Janeza (4. stoletje), najstarejša cerkev v Franciji
- Palača Poitiers, sedež akvitanskih vojvod
- Muzej Sainte-Croix, največji muzej v Poitiersu
- Hipogej sipin (podzemna kapela)
- Botanični vrt Poitiers, park in botanični vrt
- Mestno gledališče v Poitiersu, delo francoskega arhitekta Édouarda Lardillierja
- Parc du Futuroscope (Evropski park gibljivih slik, približno 10 km severno od Poitiersa; tema je tehnologija vizualne komunikacije v ultramodernih stavbah)

- kip Ivane Orleanske pred stolnico
- Cerkev Notre-Dame la Grande
- Cerkev Saint-Jean de Montierneuf
- Cerkev Saint-Hilaire le Grand
- Mestna hiša
- dolmen

## Pobratena mesta
Poitiers pobraten z:
- Northampton, Anglija, Združeno kraljestvo
- Marburg, Nemčija
- Lafayette, Louisiana, ZDA
- Coimbra, Portugalska
- Jaroslavl, Rusija
- Iași, Romunija
- Moundou, Čad

## Osebnosti povezane z mestom
- Michel Foucault (1926-1984)
- Hilary Poitiers (ok. 300–367), izvoljen za škofa škofije Poitiers okoli leta 350, izgnan in se vrnil, da bi tam umrl
- Sveta Radegunda (ok. 520 to 587), turingijska princesa in francoska kraljica, je ustanovila opatijo v Poitiersu in tam delala čudeže
- Karel Martel, rancoski general, ki je premagal muslimansko Omajadsko vojsko v bitki pri Toursu leta 732
- Eleonora Akvitanska, soproga francoske (1137-1152) in Anglije (1152-1204), se je rodila, občasno živela in umrla v Poitiersu.[7]
- François Rabelais, renesančni pisatelj in humanist
- Papež Klemen V.
- St. Venancij Fortunat, latinski pesnik in himnodist ter škof v Rimskokatoliški cerkvi iz 6. stoletja
- blažena Marie Louise Trichet
- William Longchamp, pokopan v opatiji Le Pin, 1197
- René Descartes je študiral pravo na univerzi v Poitiersu

in drugi